# 查尔斯·古德伊尔
查理斯·固特異（1800年12月29日—1860年7月1日）生於美国康乃狄克州纽黑文，美国商人，硫化橡胶发明者。逝世於紐約市。
固特異致力於發明化學技術來製造柔韌，防水，可塑的橡膠。世界第五大轮胎廠固特异轮胎与橡胶公司的名字就是为了纪念固特異。

## 逝世和遺產
固特異於1860年7月1日去世。他到紐約探望瀕死的女兒，得知他的女兒已經死亡後，他倒下並被帶到紐約市第五大道酒店，他在那裡去世，享年59歲。他被埋葬在紐黑文的格羅夫街公墓。
1898年，在他去世近四十年後，固特异輪胎和橡膠公司成立，弗蘭克·塞伯林並以他名字中的「Goodyear」命名。
1976年2月8日，他成了六位入選美國國家發明家名人堂的人。
在馬薩諸塞州的沃本，有一所以他命名的小學。法國政府於1855年將他作為榮譽勳章。
ACS橡膠部門授予固特異「Charles Goodyear Medal」獎章。該獎章旨在表彰主要發明人，創新者和開發者，他們的貢獻導致橡膠行業的性質發生重大變化。
固特異沿條製法（Goodyear Welt），製鞋技術，由他的兒子小查爾斯．固特異（Charles Goodyear Jr.）的名字命名。

## 外部網站
固特異沿條製法(Goodyear Welt) （页面存档备份，存于）